# Gay Bryan
Gay Bryan (eigentlich Gaylord Bryan; * 1. Mai 1927 in Berkeley, Kalifornien; † 26. April 2015 in Lincoln, Kalifornien) war ein US-amerikanischer Weit- und Dreispringer.
1951 siegte er bei den Panamerikanischen Spielen in Mexiko-Stadt im Weitsprung und wurde Vierter im Dreisprung.
Viermal wurde er US-Meister im Dreisprung (1948–1951) und einmal im Weitsprung (1949).

## Persönliche Bestleistungen
- Weitsprung: 7,74 m, 9. April 1949, Westwood
- Dreisprung: 14,96 m, 25. Juni 1949, Fresno